# 最小冗余特征选择
最小冗余特征选择（英語：minimum redundancy feature selection）是一种经常被用于识别基因和表現型的特征并缩小它们之间的相关性的算法。其经常与相关性特征选择算法，比如最小冗余最大相关性成对使用。
特征选择是模式识别和机器学习的一个基本问题。识别数据中和使用的参数相关的子集，一般被称作最大相关。这些子集一般包含相关并冗余的数据，mRMR尝试通过移除这些冗余子集以定位这个问题。mRMR在多个领域有着广阔的应用，比如癌症诊断和语音识别。
特征可以通过多种方法进行选择。一种方式是选择和分类变量相关性最强的特征。这被称为最大相关选择。可以使用很多启发式算法，比如顺序前向，后向或浮动选择。
另一方面，特征可以通过相互距离很远但仍然与分类变量“高”相关的方式进行选择。这种方式被称为最小冗余最大相关（mRMR）选择被发现比最大相关选择更加强大。
作为一种特殊情况，“相关性”可以被替换为变量间的统计学依赖关系。交互訊息可以被用于量化依赖关系。在这种情况下，mRMR是一种最大化选择的特征的联合分布和分类变量之间依赖关系的估计。
研究已经尝试了对冗余和相关性测量不同的测量方法。一个最近的研究比较了多个在医疗图像内容之间的不同的测量。